# Amanda Santalla
Amanda Santalla (Buenos Aires, Argentina; 23 de octubre del 1903 - Buenos Aires, Argentina; 15 de agosto de 1985) fue una prestigiosa actriz de cine y teatro argentina.

## Carrera
Nacida para el teatro, Amanda Santalla se lució con roles principales en numerosas obras. Comenzó su carrera en el año 1925. Integró La Compañía Argentina de Espectáculos Cómicos de Gregorio Cicarelli, Leonor Rinaldi, Tito Lusiardo, Juan Dardés y la cancionista Chola Bosch. También formó parte de la compañía encabezada por Olinda Bozán donde tuvo la oportunidad de trabajar junto a su hija en el escenario.
En cine se destacó en los filmes Amalia (1936), dirigida por Luis José Moglia Barth, protagonizada por Herminia Franco y Ernesto Raquén; y La virgencita de madera (1937), con dirección de Sebastián M. Naón, y actuaciones de los hermanos César y Pepe Ratti.

## Vida privada
En 1925 ingresa al teatro y conoce a Guillermo Santalla, con quien estuvo casada desde 1927 hasta 1934, año en el que él muere en un accidente de tránsito.
Fruto de ese matrimonio nació la primera actriz Perla Santalla en 1928.
Su gran amiga fue la actriz Delia Codebó, actriz y esposa de Tito Lusiardo.

## Filmografía
- 1937: La virgencita de madera .
- 1936: Amalia.

## Teatro
- 1955: Dos basuras.
- 1950: Desconcierto, con Santiago Gómez Cou, Irma Córdoba, Jorge Salcedo, María Luisa Robledo y Perla Santalla.
- 1950: Una noche en el marroco.
- 1950: La acción en Buenos Aires, un día cualquiera de estos tiempos, junto con Amelia Bence, Roberto Guthié, Julio Bianquet, Luis Prendes, Romualdo Quiroga, Nélida del Río y Virginia Romay.
- 1948: Entre goles y milongas
- 1948: También los guapos aflojan.
- 1948: No se achique Don Enrique.
- 1947: En el tiempo que había guapos.
- 1947: El Tango... hay que saberlo bailar
- 1947: La borrachera del Tango.
- 1947: Han robado un millón.
- 1944: Spaghetti house.
- 1943: Bebucha se casa!.
- 1941: La novia perdida, unto con Delia Codebó, Emma Martínez, Yaya Palau, Natalia Fontán y César Ratti.
- 1939: La hermana Josefina.[3]